# Кенема (город)
Кене́ма (англ. Kenema) — третий по величине город в Сьерра-Леоне (после Фритауна и Бо). Столица и самый крупный город в Восточной провинции (Сьерра-Леоне). Город является административным центром округа Кенема.

## История
Задолго до появления в этих местах признаков современной цивилизации, на месте нынешней Кенемы существовало несколько деревень племени менде. В 1898 году британская администрация начала строительство железной дороги Фритаун — Пендембу, желая облегчить доступ к древесине и полезным ископаемым восточной части Сьерра-Леоне. В 1904 году строители добрались до места, где сейчас расположен город, и основали здесь небольшой посёлок, жители которого занимались преимущественно заготовкой дров и шпал для железной дороги. О нравах, царивших в посёлке, можно догадаться по названию — в переводе с языка менде Кенема означает «некуда пожаловаться».

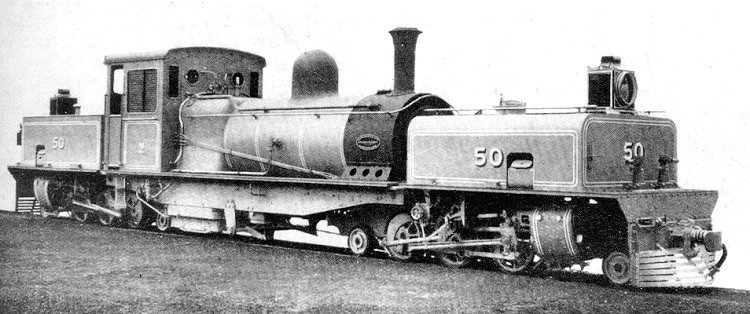
Паровоз на железной дороге недалеко от Кенемы, 1926 год

Первые десятилетия существования поселения вся его жизнь была связана с железной дорогой, но в 1931 году в окрестностях города были найдены первые алмазы, дав сильный толчок его развитию. В 1974 году железная дорога была заброшена, так как власти независимой Сьерра-Леоне оказались неспособны обеспечить её функционирование. Город сильно пострадал во время гражданской войны. Повстанцы разрушали дома горожан, пытаясь найти в глиняных стенах алмазы (что иногда им и в самом деле удавалось). В последние годы Кенема достаточно бурно развивается, став главным центром торговли алмазами в стране.

## География и климат
Город расположен примерно в 330 километрах от столицы страны в предгорьях на высоте 238 метров над уровнем моря. В окрестностях города имеются алмазные россыпи.
Кенема находится в зоне субэкваториального климата, с отчётливо выраженными сухим (ноябрь — апрель) и дождливым (май — октябрь) сезонами. Сухой и пыльный ветер харматан, дующий в сухой сезон из Сахары, приводит к увеличению разницы между ночной и дневной температурами по сравнению с сезоном дождей.
| Показатель                    | Янв. | Фев. | Март | Апр. | Май  | Июнь | Июль | Авг. | Сен. | Окт. | Нояб. | Дек. | Год  |
| ----------------------------- | ---- | ---- | ---- | ---- | ---- | ---- | ---- | ---- | ---- | ---- | ----- | ---- | ---- |
| Абсолютный максимум, °C       | 40,0 | 39,0 | 39,0 | 38,0 | 40,0 | 39,0 | 39,0 | 39,0 | 38,0 | 33,0 | 39,0  | 34,0 | 40,0 |
| Средний суточный максимум, °C | 31,0 | 32,0 | 32,0 | 32,0 | 30,0 | 29,0 | 26,0 | 27,0 | 28,0 | 29,0 | 29,0  | 30,0 | 30,0 |
| Средняя температура, °C       | 26,5 | 27,5 | 27,5 | 27,5 | 26,5 | 26,0 | 23,5 | 24,5 | 25,5 | 26,0 | 25,5  | 26,5 | 26,0 |
| Средний суточный минимум, °C  | 22,0 | 23,0 | 23,0 | 23,0 | 23,0 | 23,0 | 21,0 | 22,0 | 23,0 | 23,0 | 22,0  | 23,0 | 22,0 |
| Абсолютный минимум, °C        | 12,0 | 16,0 | 18,0 | 15,0 | 15,0 | 16,0 | 17,0 | 11,0 | 17,0 | 13,0 | 16,0  | 10,0 | 10,0 |
| Норма осадков, мм             | 36   | 31   | 40   | 98   | 260  | 388  | 207  | 143  | 204  | 202  | 99    | 108  | 1816 |
| Источник: Myweather2.com      |      |      |      |      |      |      |      |      |      |      |       |      |      |

## Население

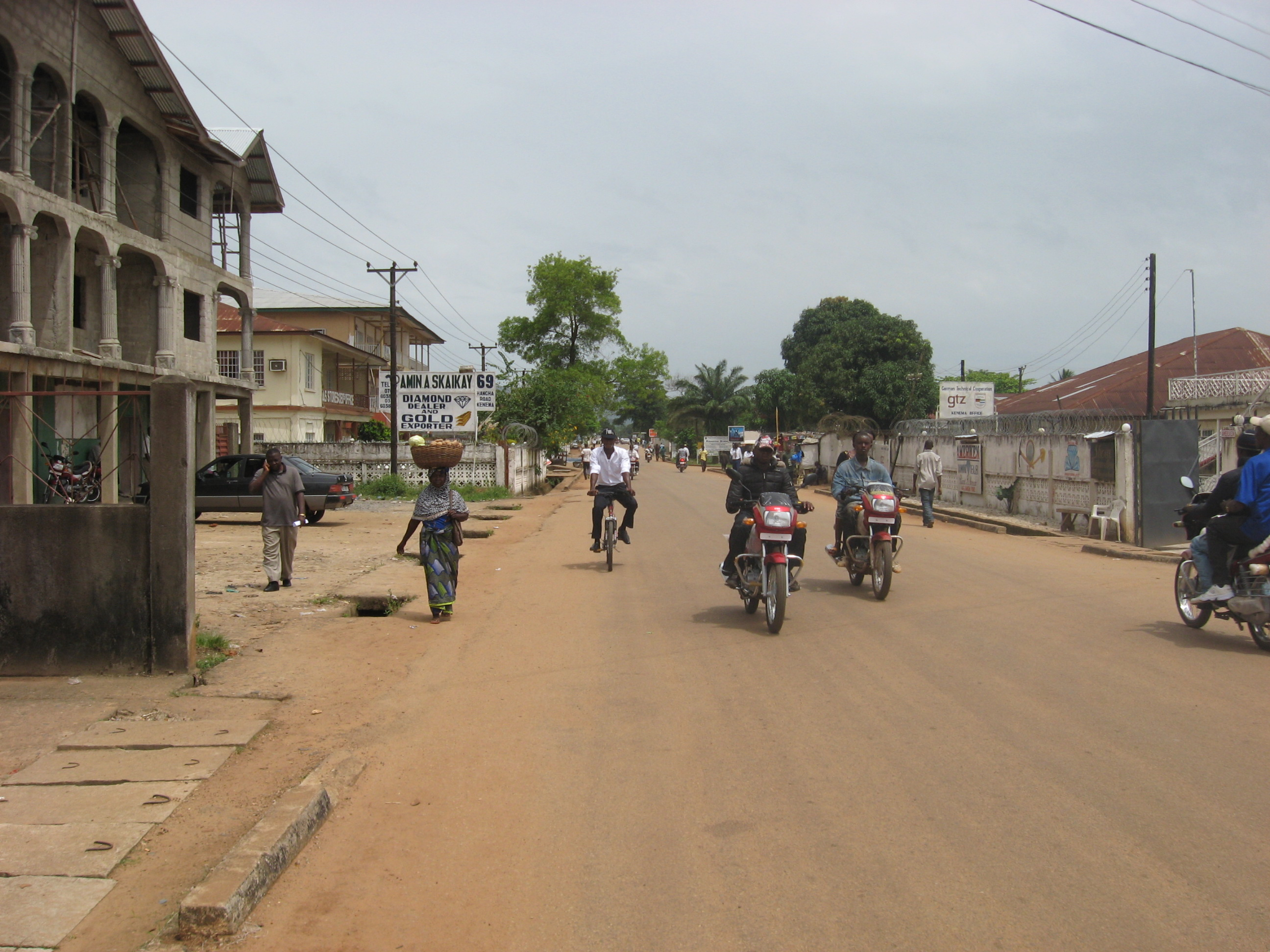
улица Кенемы

Кенема является одним из самых этнически разнообразных городов страны. Крупнейшую группу населения образует племя менде (более 1/3). Имеется небольшая, но влиятельная ливанская диаспора. Основным языком общения в городе является крио, английским (официальным языком страны) владеет незначительная часть населения.
Около 3/4 населения является мусульманами-суннитами, оставшиеся — христиане различных церквей. Сильны анимистские верования и традиции. Среди ливанцев встречаются шииты.
В политическом отношении Кенема является оплотом оппозиционной Народной партии Сьерра-Леоне (SLPP), традиционно выражающей прежде всего интересы племени менде.
Как и в остальной части Сьерра-Леоне, Кенема имеет оставшуюся с времён британского протектората систему образования — с шести лет начальной школы (1-6 класс), и шесть лет обучения в средней школе (1-6), средняя школа дополнительно подразделяется на младшие классы средней школы (1-3) и старшие классы средней школы (4-6). В начальную школу обычно зачисляют в возрасте от 6 до 12, а в среднюю школу, как правило с 13 до 18 лет. Начальное образование официально является бесплатным и обязательным, но на практике многие дети не посещают школу, а родители учеников должны оплачивать все расходы школы кроме заработной платы учителей..

## Экономика и транспорт
Кенема является крупным центром торговли алмазами и служит экономическим и финансовым центром Восточной провинции. Также имеются предприятия по лесозаготовке и деревообработке (постепенно приходят в упадок из-за исчезновения лесов), первичной обработке продукции сельского хозяйства.
В окрестностях города расположен небольшой аэропорт (IATA: KEN, ICAO: GFKE), из которого выполняет рейсы во Фритаун, Бо и Коно гвинейская авиакомпания Eagle Air.
Кенема связана асфальтированной дорогой, построенной уже после гражданской войны, с Фритауном (через Бо). Остальные дороги в окрестностях города не имеют твёрдого покрытия и в сезон дождей практически непроходимы.

## Проблемы города
Гражданская война нанесла Кенеме значительный ущерб, разрушив и без того находившуюся в упадке после ухода англичан инфраструктуру. Быстрый рост населения после войны усугубил проблемы. Системы водопровода, канализации и электроснабжения практически не действуют, состоятельные горожане пользуются дизель-генераторами и привозной водой. Уборка и вывоз мусора плохо организованы, что, наряду с низкой бытовой культурой местного населения, приводит к образованию на улицах города куч бытовых и пищевых отходов выше человеческого роста. С учётом жаркого и влажного климата это способствует широкому распространению холеры, брюшного тифа и желудочно-кишечных заболеваний. В городе и его окрестностях также часты случаи заболевания малярией и лихорадкой Ласса (имеется открытая Всемирной организацией здравоохранения клиника по её лечению). Перед посещением города крайне рекомендуется сделать вакцинацию от жёлтой лихорадки.

## СМИ
В городе имеются две основных радиостанции — Eastern Radio 101,9 и Radio Nongowa 101,3.

## Спорт
Как и в остальной части страны, футбол является самым популярным видом спорта в Кенеме. В городе имеются два клуба: Kamboi Eagles и Gem Stars, выступающих в Национальной Премьер-лиге Сьерра-Леоне.

## Известные личности
- Эмерсон, музыкант
- Мохамед Каллон, футболист
- Пол Кпака, футболист
- Альфа Лансана, футболист
- Кей Камара, футболист
- Брима Сесей, футболист
- Кемокай Каллон, футболист